# Palpostoma mutatum
Palpostoma mutatum är en tvåvingeart som först beskrevs av Villeneuve 1936.  Palpostoma mutatum ingår i släktet Palpostoma och familjen parasitflugor. Inga underarter finns listade i Catalogue of Life.